# 張英珉
張英珉（1980年—），台灣文學作者、影視創作者，臺灣藝術大學應用媒體藝術研究所MFA。

## 少兒文學作品
- 《黑洞垃圾桶》，2011年，九歌出版社。
- 《鴿王再現：流浪鴿集團的榮耀》，2012年，九歌出版社。
- 《神探啄九下》2013，四也出版社。
- 《地震拯救者》，2014年，九歌出版社。
- 《長跑少年》，2016年，九歌出版社
- 《兔子先生的導盲龜》，2017年，新北市文化局出版

## 文學獲獎紀錄
- 《血樟腦》，2017，鍾肇政文學獎長篇小說正獎[2]
- 《豪宅裝潢中》，2017，打狗鳳邑文學獎小說首獎[3]
- 《雪線》，2018，第三十九屆時報文學獎影視小說首獎[4]
- 《阿香》，2018，台灣歷史小說獎佳作[5]

## 劇本入圍或獲獎紀錄
- 《阿嬤的回憶錄》，2011，第二屆新聞局電視劇本短篇首獎。[6]
- 《喀噠大作戰》，2013金鐘獎電視電影編劇獎入圍。[7]
- 《臉》2017，優良電影劇本優等獎[8]

## 編劇影音作品
- 《喀噠大作戰》，電視電影，2013，導演：張榮吉、呂登貴。
- 《徵婚啟事》，電視劇，2015，導演：連奕琦。
- 《愛在世界末日》，短片，2017，導演：蔡宗翰
- 《生生》，電影，2018，導演：安邦。

## 外部連結
- 張英珉在台灣電影網上的資料（繁體中文）
- 九歌出版社作者頁面 （页面存档备份，存于）